# Eumysopinae
Sous-famille
Eumysopinae est une sous-famille de mammifères rongeurs de la famille des Echimyidae qui regroupe une partie des rats épineux.
Cette sous-famille a été décrite pour la première fois en 1935 par Carlos Rusconi (1898-1969), un paléontologue argentin.

## Liste des genres
Selon Mammal Species of the World (version 3, 2005)  (2 oct. 2012) et ITIS (2 oct. 2012) :
- genre Carterodon Waterhouse, 1848 - monospécifique
- genre Clyomys Thomas, 1916 - les rats porcs-épics ou rats à grosse tête[4],[1]
- genre Euryzygomatomys Goeldi, 1901 - monospécifique : le Rat épineux suira[4]
- genre Hoplomys J. A. Allen, 1908 - monospécifique
- genre Lonchothrix Thomas, 1920 - monospécifique
- genre Mesomys Wagner, 1845 - des rats arboricoles[1]
- genre Proechimys J. A. Allen, 1899
- genre Thrichomys Trouessart, 1880
- genre Trinomys Thomas, 1921